# Ulrico Manfredo II de Turín
Ulrico Manfredo II (en italiano: Olderico Manfredi II; 975 x 992– 29 de octubre de 1033 o 1034) o Manfredo Ulrico (Manfredo Udalrico) fue un conde de Turin y marqués de Susa que vivió a comienzos del siglo XI y fue el último margrave de la dinastía Arduinida. Su hija Adelaida, heredó la mayoría de sus propiedades y a través de su matrimonio con Adelaida (c.1045), Otón de Saboya, un hijo menor del Conde Humberto I de Savoy se convirtió en margrave de Turin. Sus descendientes posteriores formarían la Casa de Saboya que gobernaría en Cerdeña e Italia.

## Biografía
Nacido en Turin, Ulric Manfred era hijo de Manfredo I de Turín y Prangarda (hija de Adalberto Atto de Canossa). Ulrico heredó una vasta marca con centro en Turín (1000), creada a partir de las tierras de su antepasado Arduin Glaber. Un diploma imperial, datado el 31 de julio de 1001, informa que, por su leal servicio, el Emperador Otón III confirmó a Ulrico las posesiones de Manfred y le concedió varios privilegios.
Inmediatamente después de su ascenso, Ulrico comenzó por consolidar su poder frente a Arduino de la Ivrea por un lado y frente a Enrique II por otro. En la lucha por el regnum Italicum, obtuvo extensos territorios a expensas de la Marca de Ivrea.
Dos Cartas emitidas por Ulrico y su mujer Bertha (una venta al sacerdote Sigifred, hijo de Adalgis en 1021 y una donación al monasterio de S. Solutore de Turin en 1031), proporcionan una buena idea de las ciudades y condados que Ulrico controlaba, que incluían: Turin, Ivrea, Albenga, Ventimiglia, Auriate, Tortona, y Vercelli. En todas las guerras entre Arduin y Enrique, Ulrico evitó prudentemente cualquier enfrentamiento y extendió gradualmente sus territorios a través de conquista (estaba en guerra con el margrave de Toscana, Bonifacio III, en 1016) e incrementando su autoridad en sus propios dominios. En 1024, tras la muerte de Enrique II, se opuso a la elección de Conrado II e invitó en su lugar a  Guillermo de Aquitania a ocupar el trono italiano, pero sin éxito.
Ulrico Manfredo tuvo un palacio en Turin, pero al igual que muchos otros señores medievales, llevaba una vida itinerante. Viajaba de castillo en castillo para mantener su control y administrar su dominios. Se dice a menudo que su hija Adelaida abandonó Turin como capital para establecerse permanentemente en Susa. Esto es incorrecto, ya que stá documentado que Adelaida pasó mucho más tiempo en Turín que en cualquier otro lugar.
Alrededor de 1028, Ulrico, junto con su hermano, el Obispo Alrico de Asti, el Arzobispo Ariberto de Milán y Obispo Landulfo de Turin actuó para suprimir un movimiento herético desarrollado en Monforte.
Ulrico Manfredo restauró la vieja iglesia de Santa Maria Maggiore en Susa y la abadía de Novalesa. En mayo de 1028 con su mujer Bertha, Ulrico fundó el convento de Santa Maria en Caramagna. Al año siguiente, en julio de 1029 y también junto a su esposa, Bertha, y su hermano el Obispo Alrico de Asti, Ulrico fundó la abadía Benedictina de S. Giusto en Susa, que albergó las reliquias de San Justo Santo de Novalesa. La iglesia de la Abadía de San Giusto es ahora la catedral de Susa.
Ulrico fortaleció los pueblos de Exilles y Bardonecchia.
Murió en 1033 o 1034 y fue enterrado en la catedral de Turín.

## Familia
Ulrico se casó con Bertha en 1014 como muy tarde (aquel año, el Emperador Enrique II confirmó su donación conjunta a la abadía de Fruttuaria).
Tuvo tres hijas con su esposa Bertha:
- Adelaida, su heredera
- Immilla
- Bertha